# Línea 204 (Santiago de Chile)
La Línea 204 de Red (anteriormente llamado Transantiago) une la Alameda con la Gabriela en Puente Alto, recorriendo toda la Avenida Santa Raquel. Además, opera en horas punta un servicio expreso, denominado 204e, con el mismo trazado del recorrido principal y deteniéndose sólo en algunas paradas.
El 204 es uno de los recorridos principales del sector centro de Santiago, así como también de acceso al Metro Santa Julia y el centro cívico de la comuna de Puente Alto, acercándolos en su paso, también a la Avenida Santa Raquel y a través de la Avenida Ejército Libertador.
Anteriormente formo parte de la UN 2 de Red, operada por Subus Chile, correspondiéndole el color azul a sus buses. Actualmente forma parte de la UN 17 de Red ahora es operado por Conecta Mobility S.A.

## Flota
El servicio 204 es operado principalmente con máquinas de 12 metros, con chasís Volvo B7R carrozados por Caio Induscar (Mondego L) y Marcopolo (Gran Viale), los cuales tienen capacidad de 90 personas. En ciertos horarios de mayor afluencia de público, se incorporan buses articulados de 18 metros con capacidad de 180 personas, cuyo chasis es Volvo B9Salf y son carrozados por Marcopolo (Gran Viale) y Caio Induscar (Mondego LA).

## Historia
La 204 inició sus operaciones junto con el plan Transantiago el 10 de febrero de 2007. En ese instante, operaba con buses "enchulados", la mayoría heredados de empresas de micros amarillas cuyos terminales estaban cercanos a Santiago. En ese instante, se contaba además con el servicio corto 204c que unía Gabriela con Américo Vespucio, pero solo llegando hasta la Avenida Santa Julia, retornando en el sector de la actual Estación Santa Julia del Metro.
Los problemas de cobertura de las primeras semanas del Transantiago, y la necesidad de operar desde un terminal establecido y no desde la vía pública, causaron que en menos de tres meses, el 204 fuera extendido por Carmen (ida), Curicó y Santa Rosa (vuelta) hacia Metro Santa Lucia. Junto con la modificación antes señalada, se eliminó el 204c para crear el nuevo servicio 224, que también saldría desde Chile España.
A partir del 8 de julio de 2017, el servicio 204 dejará de operar durante las 24 horas y el servicio 224n será eliminado para crear el servicio 204n, el cual circulara ente Alameda y Gabriela.
Desde el 6 de julio de 2024, el recorrido extenderá su trazado circulado por Avenida Domingo Tocornal hasta el terminal Pie Andino.

## Trazado

### 204 y 204e Alameda - Pie Andino
| - Comuna de Santiago - Av. Santa Rosa - Av. Libertador Bernardo O'Higgins - Carmen - Comuna de San Joaquín - Carmen - Isabel Riquelme - Av. Las Industrias - Comuna de La Granja - Av. Las Industrias - Yungay - La Serena - Linares - Arturo Prat - Santa Rosa - Santa Julia - Comuna de La Florida - Santa Julia - Santa Elena - Av. Santa Raquel - Comuna de Puente Alto - Av. Ejército Libertador - Av. Domingo Tocornal | - Comuna de Puente Alto - Av. Domingo Tocornal - Av. Ejército Libertador - Comuna de La Florida - Av. Santa Raquel - Santa Julia - Comuna de La Granja - Punta Arenas - Linares - La Serena - Yungay - Av. Las Industrias - Comuna de San Joaquín - Av. Las Industrias - Sierra Bella - Comuna de Santiago - Sierra Bella - Lira - Curicó - Av. Santa Rosa |

### 204n Alameda - Pie Andino
| - Comuna de Santiago - Av. Santa Rosa - Av. Libertador Bernardo O'Higgins - Carmen - Comuna de San Joaquín - Carmen - Isabel Riquelme - Av. Las Industrias - Comuna de La Granja - Av. Las Industrias - Yungay - La Serena - Linares - Comuna de La Florida - Geronimo de Alderete - Fresia - Lia Aguirre - Las Acacias - Av. Americo Vespucio - Av. Vicuña Mackenna - Santa Julia - Lircay - Rojas Magallanes - Av. Santa Raquel - Comuna de Puente Alto - Av. Ejército Libertador - Av. Domingo Tocornal | - Comuna de Puente Alto - Av. Domingo Tocornal - Av. Ejército Libertador - Comuna de La Florida - Av. Santa Raquel - Santa Julia - Av. Americo Vespucio - Retorno Walker Martínez - Lia Aguirre - Fresia - Geronimo de Alderete - Comuna de La Granja - Linares - La Serena - Yungay - Av. Las Industrias - Comuna de San Joaquín - Av. Las Industrias - Sierra Bella - Comuna de Santiago - Sierra Bella - Lira - Curicó - Av. Santa Rosa |

## Puntos de Interés
- Metro Santa Lucia
- Metro Santa Julia
- Consultorio Villa O'Higgins
- Consultorio Laurita Vicuña